# Intoxalock
Intoxalock, prej znan kot tehnologija za varstvo potrošnikov ali CST ( Consumer Safety Technology), je razvil tehnologijo, ki se uporabljajo kot naprave za blokado vžiga ali drugače avtomobilski alkotesti.. Sedež imajo v Des Moines, Iowa v Združenih državah..  Te naprave preprečujejo vožnjo pod vplivom alkohola in so pogosto potrebne za ljudi, ki so že bili kaznovani zaradi vožnje pod vplivom substanc.

## Zgodovina
Tehnologija varstva potrošnikov se je začela leta 1988, s prvim sistemom za vžig s pomočjo goriva ki bazira na sestavi alkohola in je bila razvita leta 1992. Sodelovali so z inženirji iz univerzitete v Iowi za razvoj te nove tehnologije. Intoxalock je postal registriran leta 2006 in leta 2012 začel poslovati kot Intoxalock.
Scot Lewton in Kevin Doyle sta bila prvotna ustanovitelja tehnologije za varstvo potrošnikov ali CST. Družbo sta prodala  podjetju ClearLight Partners LLC  leta 2012. Kimberly Williams se je pridružila družbi leta 2014 in postala izvršna direktorica.
Intoxalock je certificiran za vgrajevanje svojih naprav v 40 državah ZDA in ima naprave, ki se uporabljajo v vseh 50 državah. Leta 2013 je Intoxalock začel neposredno nuditi servise za stanke v Washingtonu ki  je bil prej v lasti neodvisnega distributerja. Kentucky je najnovejša država, ki je prenesla zakon o blokadah na vžigu (junija 2015) in Intoxalock je eden od pooblaščenih serviserjev v državi.

## Lokacija
Podjetje Intoxalock namesto, da bi imelo poslovne lokacije v vsaki državi, sodeluje z lokalnimi avtomobilskimi trgovinami in jih potrdi kot monterje svojih naprav. Intoxalock ima več kot 2.500 pooblaščenih servisev.. Nekatere države zahtevajo, da so naprave za blokiranje vžiga opremljene s fotoaparatom, ki posname fotografijo vsakič, ko se vzame vzorec. Ta preveri, da je oseba, ki daje vzorec, oseba, ki vozi vozilo. Intoxalock omogoča preverjanje fotoaparata s svojimi napravami eLERT. Zagotavljajo lahko tudi GPS in poročanje v realnem času za sodišča in uradnike služb, ki so odgovorne za nadzor pogojne kazni.